# 28 a.C.
Il 28 a.C. (XXVIII a.C. in numeri romani) è un anno  del I secolo a.C.

## Eventi
- 9 ottobre - Roma: consacrazione del tempio di Apollo Palatino.
- India: l'ultimo sovrano Kanva muore, sconfitto da un altro sovrano indiano.

## Morti
- Alessandra Maccabeo, nobile ebrea antica